# اللغة الأنجيكية
اللغة الأنجيكية، (بالبهارية अंगिका) (بالإنجليزية Angika language)، هي واحدة من اللغات البهارية في الهند الشرقية. يتحدث بها حوالي 745,000 مليون شخص، بين حدود معطيات سنتي (1997–2011).
وهي واحدة من مجموعة اللغات البهارية المنتشرة في الهند الشرقية وأجزاء من النيبال والهند وبعض مناطق بتغلاديش وبورما. وبذلك تعتبر اللغة الأنجيكية لغة هندو آرية، تنتمي إلى عائلة اللغات الهندية الأوروبية. وهي لغة إقليمية محكية في أجزاء من شمال الشرقي للهند وتتمركز في إولاية بهار (बिहार) وولاية جهارخاند وبنغال الغربية إضافة إلى الحدود الهندية- النيبال.